# Robert Toyos
Robert Toyos, né le 13 octobre 1937 à Ciboure et mort le 24 janvier 2014 à Pau est un joueur de rugby à XV français. Joueur vif, il évoluait au poste d'arrière (1,70 m pour 75 kg). Robert Toyos est l'ainé d'une fratrie de rugbymen du Saint-Jean-de-Luz olympique rugby.
Il a commencé sa carrière à au sein du Saint-Jean-de-Luz olympique rugby, puis rejoint la Section paloise avec laquelle il est champion de France en 1964. Toyos évolue ensuite au CABBG, puis à l'Avenir de Bizanos en fin de carrière.

## Carrière de joueur

### En club
- Saint-Jean-de-Luz olympique rugby
- Section paloise[7]
- CABBG
- Avenir de Bizanos

## Palmarès

### Avec laSection paloise
- Championnat de France de première division :
  - Champion (1) : 1964
- Challenge Yves du Manoir :
  - Finaliste (1) : 1964